# Regional District of Okanagan-Similkameen
Der Regional District of Okanagan-Similkameen ist ein Bezirk in der kanadischen Provinz British Columbia. Er ist 10.411,68 km² groß und zählt 83.022 Einwohner (2016). Beim Zensus 2011 wurden nur 80.742 Einwohner ermittelt. Hauptort ist Penticton.
Der Bezirk wurde am 4. März 1966 eingerichtet (incorporated).

## Administrative Gliederung

### Städte und Gemeinden
| Ort        | Status                | Bevölkerung |
| Keremeos   | Village               | 1.502       |
| Oliver     | Town                  | 4.928       |
| Osoyoos    | Town                  | 5.085       |
| Penticton  | City                  | 33.761      |
| Princeton  | Town                  | 2.828       |
| Summerland | District municipality | 11.615      |

### Gemeindefreie Gebiete
- Okanagan-Similkameen A
- Okanagan-Similkameen B
- Okanagan-Similkameen C
- Okanagan-Similkameen D
- Okanagan-Similkameen E
- Okanagan-Similkameen F
- Okanagan-Similkameen G
- Okanagan-Similkameen H